# Friedrich Paul (Verbandsfunktionär)
Friedrich Paul (* 1903; † 1967) war ein deutscher Verbandsfunktionär.

## Werdegang
Paul war nach dem Zweiten Weltkrieg hauptamtlicher Geschäftsführer des Bayerischen Blindenverbandes und ab Oktober 1949 erster Präsident des neu gegründeten Deutschen Blindenverbandes.

## Ehrungen
- Bundesverdienstkreuz 1. Klasse (1957)